# Juan Toro Diez
Juan Toro Diez (Caracas, Distrito Capital,1969) es un fotógrafo venezolano con recorrido artístico nacional e internacional, conocido por su tratamiento del tema acerca de la violencia a través de la fotografía. Ha obtenido distintos reconocimientos por sus obras, como el 1er Concurso Arte Sin Mordaza y Primera Mención en la Primera Bienal de Fotografía Venezolana Daniela Chappard.

## Biografía
Juan Toro Diez nació en Caracas, Distrito Federal, Venezuela, en 1968. Desde su  infancia estuvo interesado en el cine y la composición de las imágenes. Estudió en la Escuela de Comunicación Social de la Universidad Central de Venezuela, mientras realizaba cursos de fotografía con el profesor Ricardo Ferreira (1994) y Nelson Garrido (2002-2004). Junto a Gabriel Reig y Walter Otto formó parte de un grupo de fotógrafos llamado «Contratipo». Rieg le enseñaba una variedad de técnicas fotográficas mientras se centraba en publicaciones locales dentro de la ONG (Organización Nelson Garrido).A partir del 2008 empieza a profundizar en el tema de la violencia, buscando nuevas formas de expresión que capturen la atención del espectador. En el 2011, en el marco de PhotoEspaña, se exhibió en el Instituto Cervantes de Madrid con la muestra fotográfica: Nadie se atreve a llorar, dejen que ría el silencio, presentación individual la cual agrupaba escenas violentas que formaban parte de la cotidianidad del venezolano. El fotógrafo explora el tema de la violencia hasta llegar a al 2013 con su exhibición Plomo presenta otra manera de representar la violencia con municiones que han sido previamente utilizadas en hechos violentos.

## Labor Fotográfica
Inicia su labor fotográfica desde muy joven como pasante en el periódico El Nacional, logrando conocer a distintos fotógrafos. Posteriormente, decidió conformar su propio grupo de fotografía, llamado «Contratipo», con Gabriel Reig y Walter Otto. Se dedicaban a la realización de negativos de vidrios.En paralelo a su trabajo artístico de «Contratipo», empezó a investigar el tema de la violencia, para el 2008, con su compañera María Isoliet Iglesias, lo que generó su primera exhibición individual, para el 2011 en la ONG (Organización Nacional Garrido), llamada Nadie se atreva a llorar dejen que ría el silencio. Estas fotografías tocaban el tema de la violencia desde una nueva perspectiva, tomando la cotidianidad del venezolano y sus anécdotas para representar los crímenes comunes dentro de la sociedad. Para el 2011 fueron presentadas en el Instituto Cervantes de Madrid, en el marco de Photoespaña, dentro de la exposición Peso Y Levedad.
 

Siguió explorando el tema de la violencia desde diferentes aproximaciones hasta el 2013, donde se presentó con su exhibición Plomo, espacio del El Anexo en Caracas, Venezuela, para luego continuar con una exhibición colectiva en la galería PHEED.edu en Barcelona, España. Esta presentación exploraba la violencia tomando como base, las municiones, para crear una narrativa basada en los eventos violentos que representaban la realidad social del país. Para el año 2014 presenta su libro llamado Expedientes: Fragmentos de un país, mostrando un recorrido compuesto por los vestigios de hechos violentos (municiones y llaves), además de siete temas problemáticos que se formulan en el país, Susana Benko de ArtNexus lo señala como: 
«[...] “expedientes” que relatan visualmente los diversos episodios de violencia fotografiados.»
De este modo, el fotógrafo reconstruye las escenas de violencia a través de los objetos, los cuales a su vez tienen su propia historia. Asimismo, lo realiza con su más reciente publicación Usier, del año 2020, donde, a través de una secuencia de imágenes del desmantelamiento de una fábrica, se plasma una realidad deteriorada del país, hecho tangible para la sociedad venezolana. El profesor e investigador Humberto Valdivieso señala que el libro es un «expediente de la violencia» el refleja las protestas que ocurrieron dentro del país. En este libro cada fotografía representa la dispersión de una sociedad, proponiendo la reflexión interna del espectador el cual recrea la realidad mediante las imágenes que nos presenta el fotógrafo.

## Exhibiciones y Publicaciones
Algunas de sus exhibiciones grupales son 
- Espacios Centro de Arte la Estancia, Caracas (2000).
- Espacios del Museo del Oeste Jacobo Borjes, Caracas (2011).
- Centro de la imagen, República Dominicana (2012).
- El Anexo/Arte Contemporáneo Pinta, Florida (2014) .
- Galería PHEED.edu Barcelona, España (2014).
- Museo de arte moderno Juan Astorga, Mérida (2014)
- Espacios de La ONG, Caracas (2015).
- Galería D’museo- Centro de Arte Los Galpones (2015).
- Espacios Centro Comercial Milenium/ La estancia, Caracas (2016).
- Galería D’museo, Centro de arte los Galpones (2016).

Individuales
- Espacios de la ONG, Caracas, Venezuela (2013)
- Metales Pesados Visual Sueños de la Razón, Santiago de Chile (2013).
- Espacios Escuela Roberto Mata, Caracas Venezuela (2014).
- Galería Tresy3, Caracas, Venezuela (2015).
- Centro de arte los Galpone, Miranda, Venezuela (2015).
- La Pascasia, Medellín, Colombia (2016).
- Centro Cultural Casa Elizalde, Barcelona, España (2016)..
- Galería Tresy3, Caracas, Venezuela (2018).

Publicaciones
- Expedientes: (Fragmentos de un país) (2015).